# Христо Христов (кмет на Шумен, р. 1942)
Вижте пояснителната страница за други личности с името Христо Христов.
Инженер Христо Петров Христов е български политик. Кмет на Шумен в периода от 28 август 1990 до 12 ноември 1995 г.

## Биография
Роден е през 1942 г. в Шумен. След завършване на гимназиалното си образование в родния си град, продължава обучението си в Машино-електротехническия институт (днес Технически университет – Варна). Като инженер, през периодада 1968 – 1980 г., е стопански ръководител в Ремзавода и КТА „Мадара“. В годините 1981 - 1984 г. е търговски представител на шуменския автомобилен комбинат в Чехословакия.
В периода 1981 – 1989 г. отговаря за организационната работа в Общинския комитет на БКП и е зам. – председател на Изпълнителния комитет на общината. През 1990 – 1991 г. е председател на временния Изпълнителен комитет на общината. През месец октомври 1991 г. е първият демократично избран кмет на община Шумен. Остава на поста до 1995 г. Докато е кмет, на 17 април 1995 г. той сключва договор с началникът на ВВУАПВО „Панайот Волов“ ген. Иван Динев за създаване на гражданско дружество, с което стартира телевизия Шумен.
След 1996 г. до 2000 г. работи в банковата система. През следващите две години е консултант в частния бизнес.
От септември 2004 г. с решение на Общински съвет Шумен е избран за първия омбудсман, през 2008 г. получава доверието на Общинския съвет за втори мандат за омбудсман на общината, на чиято длъжност работи до 2012 г.
Умира на 13 декември 2012 г. в Шумен, след продължително боледуване.